# Zdravko Rajkov
Zdravko Rajkov (in serbo Здpaвкo Pajкoв?; Čurug, 5 dicembre 1927 – Città del Messico, 30 luglio 2006) è stato un allenatore di calcio e calciatore jugoslavo, dal 1993 serbo, di ruolo attaccante.

## Caratteristiche tecniche
Giocava come attaccante, segnatamente come ala.

## Carriera

### Giocatore

#### Club
Nel 1950 iniziò la carriera professionistica nel Vojovodina, rimanendoci per dodici anni, accumulando un totale di 510 partite e 297 gol (di cui rispettivamente 220 e 94 nel campionato jugoslavo). Queste cifre lo pongono al quinto posto per numero di partite giocate e al terzo per gol segnati con la maglia della società. Nel 1962 si è poi trasferito in Svizzera, al Losanna prima e al Bienna poi, chiudendovi la carriera nel 1966. A livello di club non ha vinto alcun titolo né a livello nazionale né internazionale.

#### Nazionale
Debuttò contro l'Italia il 6 maggio 1951, in una partita amichevole; durante la sua militanza con la selezione jugoslava ha partecipato a Helsinki 1952, non ottenendo però alcuna presenza nel torneo Olimpico, e successivamente al campionato del mondo 1958. In quest'ultima competizione segnò un gol, al settantatreesimo minuto della sfida contro il Paraguay; l'ultima partita giocata al Mondiale, il 19 giugno 1958 contro la Germania Ovest, fu anche la sua ultima in Nazionale.

### Allenatore
Cominciò il suo lavoro di tecnico sulla panchina del Vojvodina. Trasferitosi in Iran, vi allenò, nel corso di quasi una decade, due società di club (Taj e Sepahan) e la Nazionale; portò il primo club da lui allenato in detto paese alla vittoria del Campionato d'Asia per club nel 1970. Con l'Algeria invece raggiunse la finale della Coppa delle nazioni africane 1980, perdendola contro la Nigeria a Lagos.

## Palmarès

### Giocatore
- Argento olimpico: 1

Helsinki 1952

### Allenatore
- Campionato d'Asia per club: 1

Taj: 1970